# Хоан Франсеск Феррер Сицилія
Хоан Франсеск Феррер Сицилія (ісп. Joan Francesc Ferrer Sicilia), більш відомий як Рубі (ісп. Rubi; 1 січня 1970, Віласар-де-Мар, Іспанія) — колишній іспанський футболіст, пізніше ― футбольний тренер. На даний момент є головним тренером клубу «Альмерія».

## Біографія
Будучи футболістом, Рубі виступав за клуби Сегунди В, другого іспанського дивізіону.
Кар"єру тренера Рубі почав в 2001 році в клубі «Вілассар-де-Мар».
З 2005 по 2008 Феррер займав тренерський пост в клубі «Еспаньйол Б». В 2009 году Рубі запросили очолити «Бенідорм». Після цього він приєднався до тренерського штабу футбольного клубу «Жирона», а влітку 2012 року став головним тренером цього клубу.
Також входив в тренерський штаб Тіто Віланови в «Барселоні».
Влітку 2017 року прийняв «Уеску», з якую вийшов з другого іспанського дивізіону до першого. Наприкінці сезону Рубі пішов з команди.
3 червня 2018 року Рубі став главним тренером «Еспаньйолу».
В липні 2019 року він очолив іншу команду Прімери — «Реал Бетіс».